# Passo del Sempione
Il passo del Sempione, chiamato anche semplicemente Sempione (Summo Plano in latino, Simplon in lingua walser, Simplonpass in tedesco e Col du Simplon in francese) è un valico alpino con un'altitudine di 2005 m s.l.m. situato in Svizzera, nel Canton Vallese. Si trova a pochi chilometri dal confine con l'Italia (provincia del Verbano-Cusio-Ossola). Le dogane tra i due paesi sono a Gondo e Iselle di Trasquera, dove ha sede una caserma della Guardia di Finanza.
Gondo e Sempione sono gli unici villaggi del Canton Vallese situati a sud dello spartiacque alpino e quindi all'interno della regione geografica italiana.
Il passo è considerato il punto di confine fra le Alpi Pennine a ovest e le Alpi Lepontine a est. Prende il nome dalla località di Sempione, posto sul suo versante meridionale. Mette in comunicazione la valle del torrente Saltina con la val Divedro (solcata dal torrente Diveria), appartenenti rispettivamente ai bacini dei fiumi Rodano e Po (attraverso il Toce e in seguito il Ticino).

## Storia

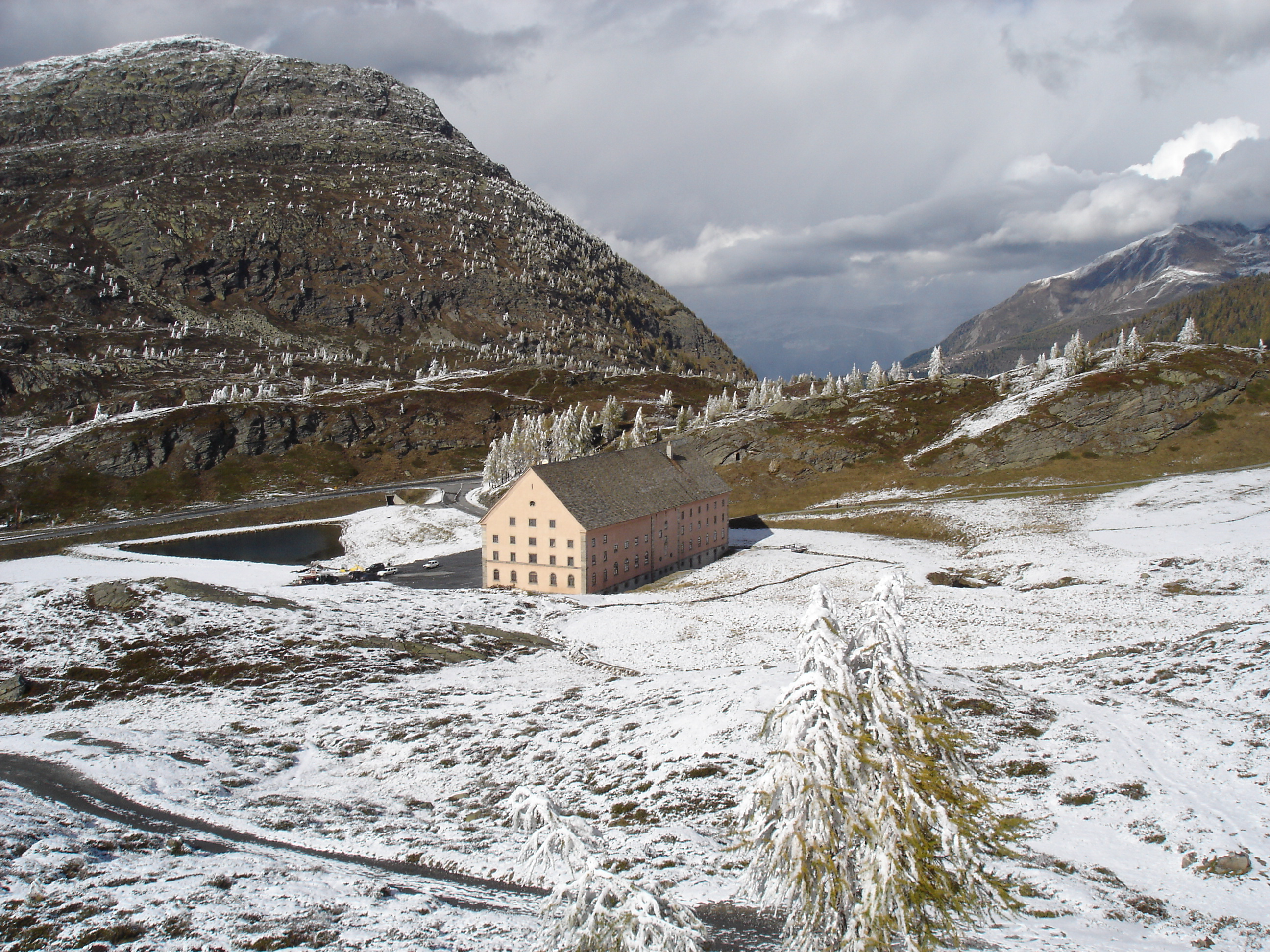
L'ospizio del Sempione

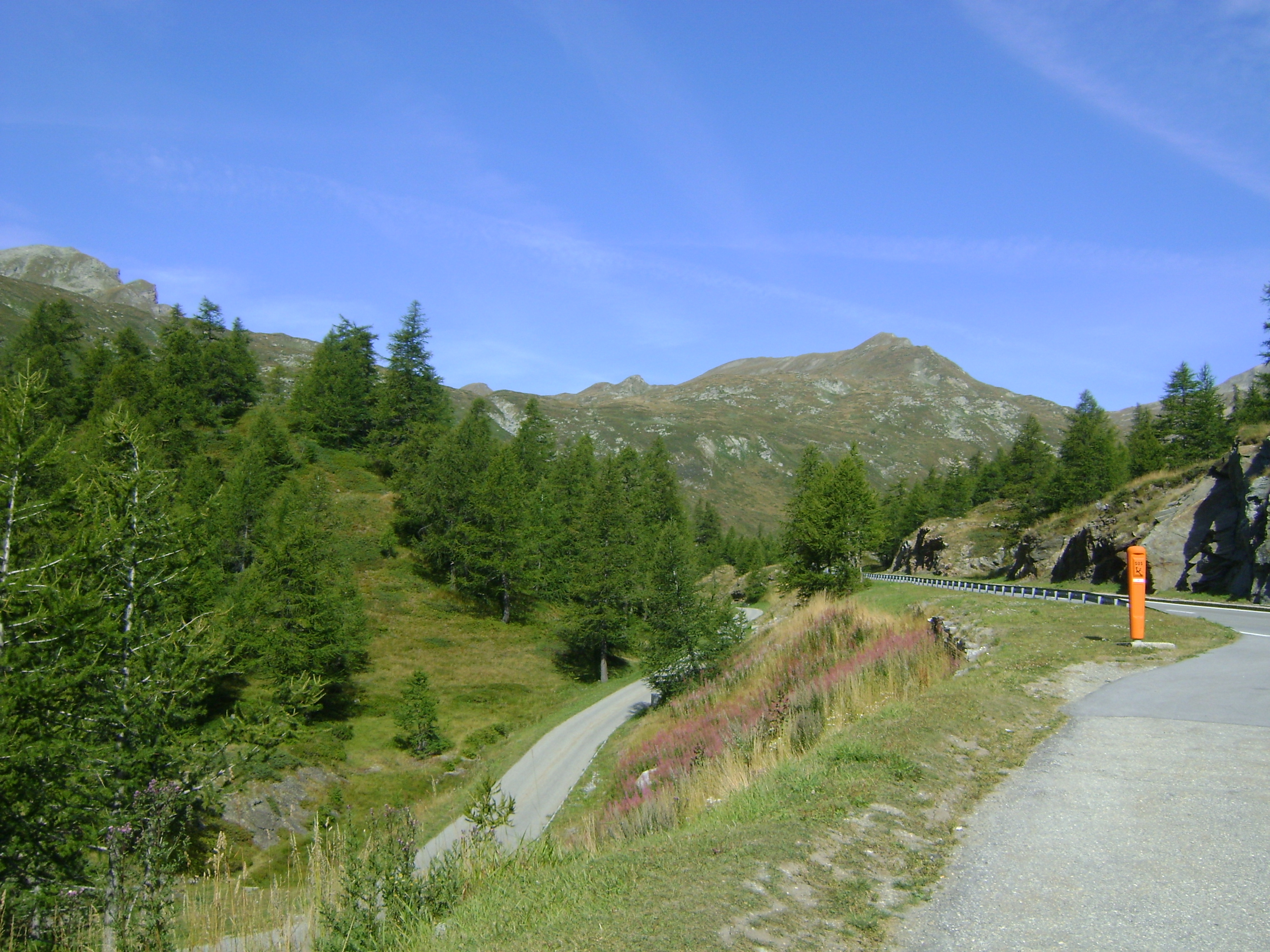
Passo del Sempione in estate

### Dalla Preistoria all'alto Medioevo
Benché diversi ritrovamenti dimostrino che i passi alpini erano percorsi già durante l'età del ferro il passo del Sempione, a causa delle vallate impervie che vi portavano, era uno di quelli di minor passaggio.
I più antichi ritrovamenti archeologici sul Sempione risalgono al Neolitico; qualche reperto al Mesolitico. Dissodamenti a mezzo incendio nella regione del passo compiuti attorno al 2100 a.C. possono essere interpretati come estensione dei pascoli. Schegge di cristallo di rocca ritrovate nel 2003 lasciano supporre la presenza di pastori e cacciatori; inoltre è venuto alla luce un frammento di un bracciale del 700 a.C.
Scavi effettuati nei pressi di Gamsen (Briga), nella valle del Rodano, hanno rilevato la presenza di insediamenti, risalenti fino all'età del Bronzo (1400-1100 a.C.), che attestano l'esistenza di scambi commerciali tra l'alto Vallese, la limitrofa val d'Ossola e il Ticino attraverso il Sempione.
In epoca romana è solo dopo la conquista del Vallese (15 d.C.) che a causa della sua importanza militare e commerciale vi viene edificata nel 47 d.C. una mulattiera militare, pochi ritrovamenti di monete dell'epoca di Traiano (98-117 d.C.) fanno supporre l'esistenza di un traffico commerciale locale fra le due valli confinanti.
Il rinvenimento di un'incisione romana a Vogogna viene talvolta usato per confermare l'esistenza di una strada lastricata in granito diretta al Sempione ma la scritta può anche riferirsi ad una delle due strade che portavano alla valle di Saas attraverso il Passo del Monte Moro in valle Anzasca e tramite il Passo di Antrona nella valle omonima.

### La mulattiera del pieno Medioevo e l'ospizio dei gerosolimitani
Elenchi concernenti il dazio sulle merci all'epoca del vescovo di Sion Landri de Mont (prima metà del XIII sec.) attestano un utilizzo intensivo del Sempione almeno dalla metà del XII sec.
Questo primo periodo di fioritura coincise con l'insediamento sul versante sud del passo dei Walser, migranti di origine alemanna provenienti dalla regione di Briga. L'aumento del traffico sul Sempione non dipese tuttavia tanto da questa colonizzazione, quanto piuttosto dai mutamenti politici ed economici intervenuti nell'area alpina, nelle regioni limitrofe e lungo gli assi di accesso: lo sviluppo delle città dell'Italia settentrionale (XI sec.) e delle leghe cittadine lombarde sotto la guida di Milano (XII sec.), la diffusione delle grandi fiere nella Champagne (XII-XIII sec.).
Il passo del Sempione rappresentava il collegamento più breve e agevole tra queste importanti aree economiche mettendo in ombra il Gran San Bernardo, valico principale in epoca romana. Insieme al passo del San Gottardo, il Sempione svolse in quest'epoca un importante ruolo strategico nell'ambito delle tensioni tra la Savoia e la Francia a ovest, Milano a sud e il Sacro Romano Impero a nord e a est.
Nel XII e nel XIII sec. entrambi i passi conobbero uno sviluppo parallelo e furono in una certa misura in concorrenza tra loro, rientrando nell'area di influenza dei Savoia e degli Asburgo. Il legame tra i due valichi è testimoniato anche dalla chiesa parrocchiale di Sempione Villaggio dedicata a San Gottardo (menzionata dal 1359).
L'importanza crescente del S. si rifletteva non solo nei contratti commerciali tra il Vallese e la val d'Ossola, stipulati dal XIII sec. e più volte rinnovati, che miravano a regolamentare e assicurare il trasporto delle merci lungo il passo, ma anche nella fondazione dell'ospizio dell'Ordine ospedaliero di San Giovanni di Gerusalemme (menzionato dal 1235) e nella costituzione della communitas de Simplono (1307). Situato a Gampisch, al di sotto della sommità del passo, l'ospizio, le cui origini non sono note, faceva capo alla commenda dei gerosolimitani di Salgesch ed era destinato ad accogliere commercianti, pellegrini, indigenti e malati.
Dalla strada - all'epoca ancora una mulattiera - transitò anche papa Gregorio X di ritorno dall'inaugurazione della cattedrale di Losanna.
I conflitti che attraversarono il continente tra il XIII e il XIV secolo e la conseguente perdita di importanza dei grandi "centri" commerciali della Champagne e delle Fiandre fecero calare il volume dei traffici commerciali anche sul Sempione. Le tensioni tra il vescovo di Sion e le decanie vallesane (che ebbero crescenti ripercussioni negative sulla manutenzione delle vie di transito) e il conflitto con la Savoia intralciarono i traffici. Le correnti commerciali tra sud e nord e viceversa si trasferirono su itinerari situati più a est, specie sul San Gottardo e sui passi grigionesi.
Il traffico di transito sul Sempione diminuì fino a divenire pressoché irrilevante. Inoltre le relazioni tra il Vallese e Milano furono ostacolate da lotte politiche per il potere sul piano regionale. Le guerre di Borgogna (1474-77), gli scontri in val d'Ossola (1484-94), in cui i vallesani ebbero la peggio e il fallimento della politica espansionista del cardinale Matthäus Schiner e della Confederazione, che ebbe fine con la sconfitta di Marignano (1515), fecero cessare completamente i traffici sul passo. Su alcune carte del XVI e del XVII sec. il Sempione addirittura non è nemmeno indicato. Questo declino riguardò anche l'ospizio, che a poco a poco cadde in rovina; venduto dai gerosolimitani nel 1590 nel 1655 fu acquistato da Kaspar Jodok von Stockalper.

### La via commerciale dell'epoca moderna e l'ospizio Stockalper
Quando durante la guerra dei Trent'anni (1618-48) il traffico sui passi grigionesi e sul San Gottardo crollò, Kaspar Jodok von Stockalper riuscì a deviare importanti flussi di traffico sulla strada del Sempione, relativamente sicura. Stockalper, un commerciante di Briga nel 1634 ottenne i diritti di trasporto e nel 1648 il monopolio del sale, per favorire i traffici in seguito alla stipula di numerosi contratti investì molto nel miglioramento della strada che venne allargata, vennero restaurati molti ponti e istituite o rinnovate le soste.
Nel 1640 istituì un servizio di corrieri a cadenza settimanale tra Ginevra e Milano attraverso il Sempione. Anche il Vallese e la regione del Sempione trassero vantaggio da questo sviluppo che offrì opportunità di lavoro fino a 200 someggiatori. Con la caduta di Stockalper nel 1678, il Sempione perse nuovamente di importanza; gli abitanti della valle ripresero a basare la loro sussistenza sull'agricoltura di montagna.
Una delle numerose testimonianze della prosperità economica raggiunta dal Sempione è il cosiddetto Vecchio ospizio (Alter Spittel), completato da Stockalper nel 1666. L'edificio, collocato sul versante meridionale del valico, un po' più in basso della sommità, nei pressi dell'antico ospizio dei gerosolimitani, appartiene alla Confederazione dal 1980 ed è stato completamente rinnovato.
Un altro edificio di pregio è quello della stazione di sosta, costruito da Stockalper tra il 1666 e il 1680 a Gondo; parzialmente distrutto da una frana nel 2000, venne in seguito ricostruito.

### La strada militare di Napoleone e l'ospizio degli agostiniani

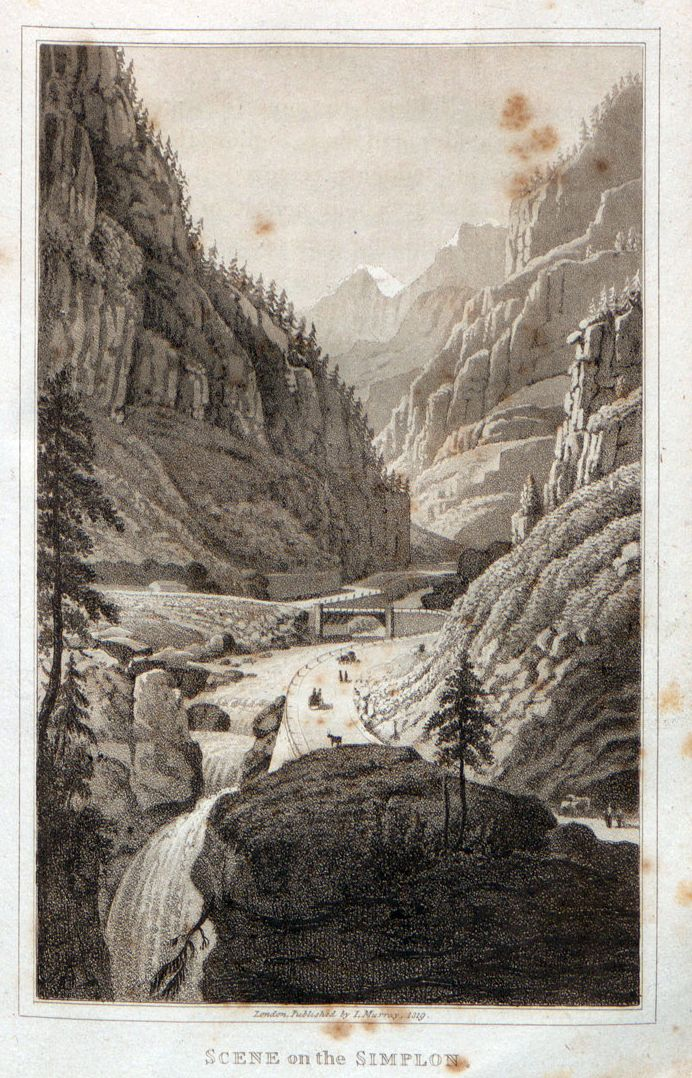
Il Sempione in una tavola tratta da First impressions on a tour upon the continent in the summer of 1818

Nel 1800 Napoleone Bonaparte dichiarò di voler trasformare la mulattiera in una strada carrozzabile ritenendo il passaggio dal Sempione (altezza massima 2 005 m s.l.m.) più agevole rispetto a quello del Gran San Bernardo (2 473 m s.l.m.), il 17 ottobre del 1800 venne conferito all'ingegnere civile Nicolas Céard l'incarico di costruire una strada "pour faire passer les canons". La direzione lavori fu dapprima affidata al ministero della guerra e in particolare al generale Louis-Marie Turreau de Garambouville, dopo alcuni mesi durante i quali i lavori erano progrediti pochissimo e in modo disorganico il generale venne rimosso e la direzione lavori passò a Céard.
Uno dei primi problemi che Céard dovette affrontare fu la rivalità fra ingegneri italiani e francesi, i primi, più esperti in questo tipo di tracciati mal sopportavano le ingerenze dei francesi e i contrasti spesso sfociavano in sabotaggi e danni a strutture già realizzate fino a portare a un decreto napoleonico che dispensava gli ingegneri francesi dall'intervenire nel versante meridionale. I lavori proseguirono con rallentamenti, la sola galleria di Gondo richiese 15 mesi per il completamento. Il progetto di Napoleone di rientrare a Parigi attraverso il Sempione dopo essersi fatto incoronare re d'Italia nel maggio del 1805 non si realizzò, poiché la strada poté essere inaugurata con qualche mese di ritardo solo il 9 ottobre del 1805. Di fatto Napoleone non ebbe mai modo di percorrere il passo del Sempione.
Con la prima strada carrozzabile moderna delle Alpi egli dispose comunque di un elemento centrale per la realizzazione dei suoi progetti espansionistici. Così ampliato, il Sempione non era solo il collegamento più breve tra Parigi e Milano, ma anche il più rapido; conobbe allora un terzo periodo di fioritura. Poco dopo l'apertura della strada venne istituito un servizio di diligenza postale. Fino al 1953-54 era in funzione anche in inverno con slitte trainate da cavalli. Le ultime truppe straniere a valicare il Sempione furono nel giugno del 1815 gli 80.000 soldati austriaci e russi diretti in Francia sotto la guida del generale Ferdinand von Bubna.
Nell'ambito dei lavori promossi da Napoleone, accanto a otto grandi ponti e a sette gallerie, il Sempione venne dotato di numerosi rifugi e dell'Hôtel Post a Sempione-Villaggio. Nel 1801 Napoleone ordinò anche la costruzione di un nuovo ospizio che avrebbe dovuto essere gestito dai Canonici regolari della Congregazione ospedaliera del Gran San Bernardo. Questi risiedettero provvisoriamente nel vecchio ospizio di Stockalper (1809-31). La caduta di Napoleone interruppe già nel 1813 i lavori di costruzione del terzo ospizio, avviati nel 1811. I canonici, che all'inizio del XXI secolo ancora gestiscono l'ospizio, ripresero i lavori nel 1825, si insediarono nel 1831 e completarono l'edificio nel 1835. L'ospizio può ospitare fino a 130 persone.

### Il passo del Sempione nel XIX e XX secolo
Dopo il periodo napoleonico, il Sempione riacquisì un'importanza militare nel contesto delle tensioni tra Francia, Piemonte e Austria. Negli anni 1830-40 vennero costruite delle fortificazioni, tra l'altro nelle gole di Gondo, poi rinnovate nel 1859. Durante la seconda guerra mondiale il Sempione fu un elemento del ridotto nazionale (1940-44). L'aquila reale in pietra posta sulla sommità del passo, alta più di 9 m, ricorda l'occupazione delle frontiere di quel periodo. All'inizio del XXI secolo la regione del Sempione era ancora utilizzata per l'istruzione militare (artiglieria, fanteria).
Meraviglia del genio e della tecnica, la strada del Sempione suscitò un ampio interesse e nell'epoca delle diligenze postali attirò numerosi turisti alpini. Tuttavia questo rinnovato interesse fu di breve durata. Il Sempione subì dapprima la concorrenza di altri valichi alpini. L'apertura delle linee ferroviarie attraverso il Brennero (1867), il Moncenisio (1871) e il San Gottardo (1882) portarono in seguito a una considerevole diminuzione del traffico di persone e merci (23.679 viaggiatori nel 1870, 12.752 nel 1880, 8.184 nel 1890).
Il calo maggiore si registrò nel 1906 con l'apertura del tunnel del Sempione, all'epoca il più lungo tunnel ferroviario del mondo; il numero dei viaggiatori diminuì da 13.258 nel 1905 a 845 nel 1907. Seguì un isolamento transitorio degli insediamenti lungo la strada del passo, che però si attenuò rapidamente con la motorizzazione crescente del traffico privato (444 automobili nel 1906, 826 nel 1910).
Il primo autopostale attraversò il passo nel 1919. Il 23 settembre 1910 il pioniere dell'aviazione Geo Chavez tentò il primo sorvolo delle Alpi da Ried-Briga a Domodossola, passando sopra il Sempione. Il suo aereo si schiantò però in fase di atterraggio e lo stesso pilota morì quattro giorni più tardi per le ferite riportate.
Dal 1957 vennero apportate delle migliorie alla strada; parecchie svolte vennero soppresse e il tragitto fu accorciato grazie alla costruzione di numerosi ponti e viadotti. Il nuovo tracciato seguì in larga misura la strada napoleonica, di fatto distruggendola in gran parte. Integrata dal 1960 nella rete delle strade nazionali svizzere (N9, poi A9), fu resa percorribile anche in inverno (autopostale in funzione tutto l'anno dal 1968, inaugurazione del ponte di Ganter nel 1980).
L'ampliamento della strada del Sempione seguì l'aumento del traffico pesante: il numero massimo di 30'000 autocarri all'anno è più che raddoppiato dopo l'incidente nel tunnel del San Gottardo del 2001 e si è situato attorno agli 80.000 nel 2010.

## Turismo
All'inizio del XXI secolo il Sempione è un'apprezzata meta per passeggiate ed escursioni. Il sentiero Stockalper, tra Briga e Gondo, ampiamente restaurato e inaugurato nel 1994, segue in gran parte la mulattiera medievale; attraversa tra l'altro il forte di Gondo, un tempo ben nascosto. Questo itinerario culturale rappresenta un elemento centrale dell'Ecomuseo del Sempione.

## Il traforo
Il passo del Sempione è noto non solo per la storica via di comunicazione che collega Domodossola a Briga ma anche per il traforo del Sempione, imponente opera di ingegneria ferroviaria aperta nel 1906 che collega Iselle di Trasquera a Briga.
Un'alternativa al colle del Sempione, per i veicoli, è quella di caricare l'auto sul treno, che va dal confine di Stato di Iselle a Briga-Glis attraverso il traforo del Sempione.

## L'aquila in pietra del Sempione

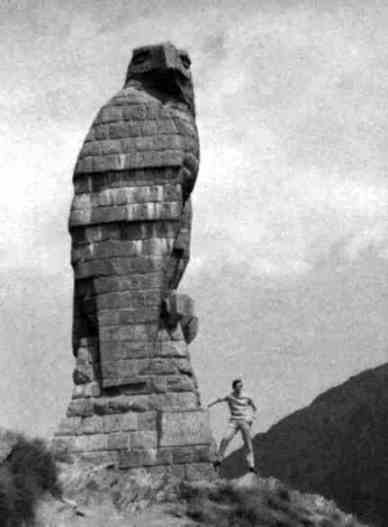
L'aquila del Sempione

Durante la seconda guerra mondiale alcuni ufficiali dell'11ª brigata alpina dell'esercito svizzero, di stanza a Zwischbergen, proposero la costruzione di un monumento onorario in pietra raffigurante un'aquila, il simbolo della brigata. Il monumento doveva rappresentare la fierezza e l'indipendenza del popolo svizzero.
L'architetto e scultore bernese Erwin Friedrich Baumann propose un progetto che prevedeva l'uso di blocchi di granito provenienti dalla vecchia fortificazione di Gondo (località nei pressi del passo) per costruire una statua alta circa nove metri.

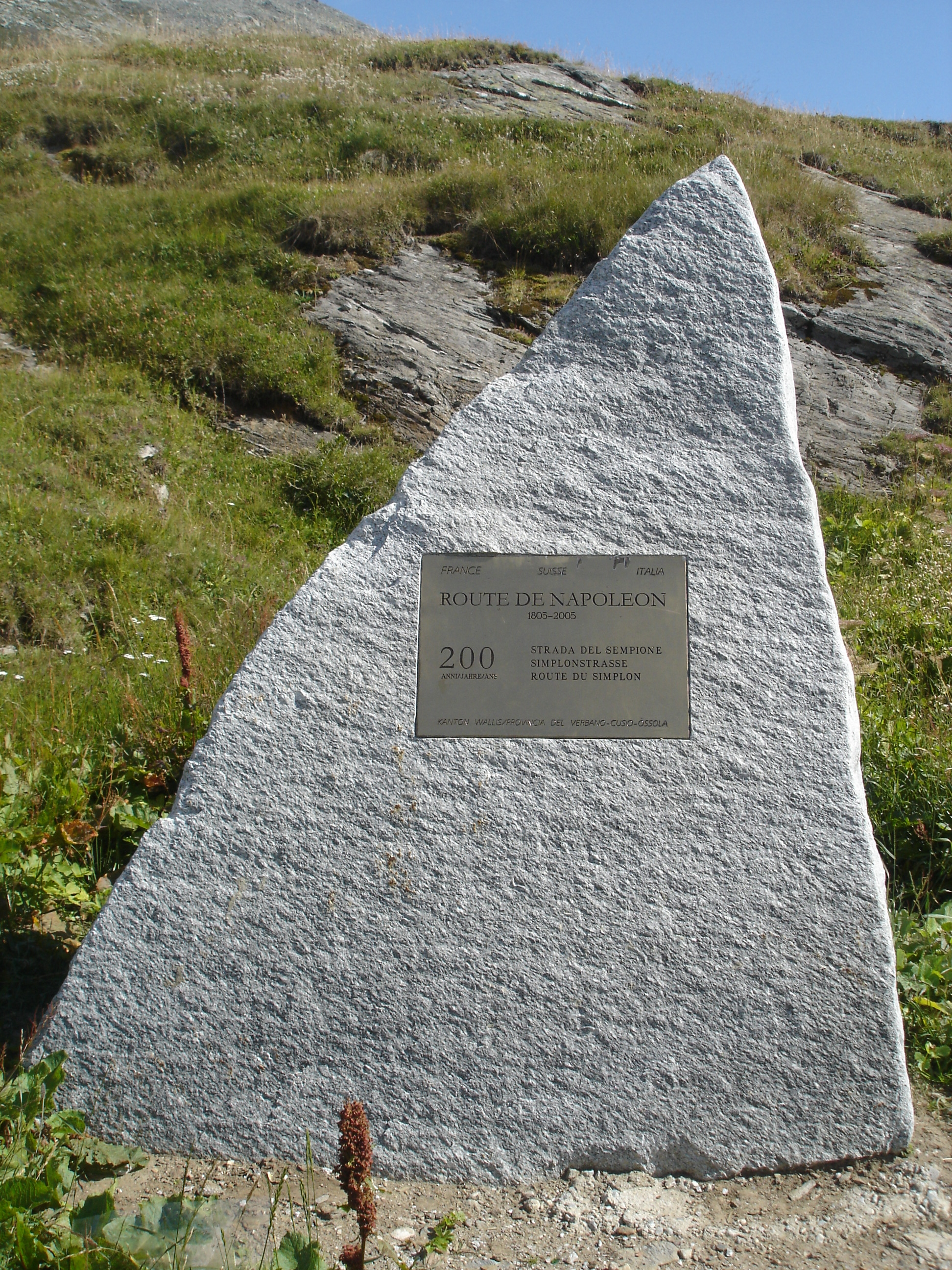
Monumento commemorativo del 2005

Il progetto fu approvato e i lavori furono diretti da Baumann con la supervisione dell'ufficiale del corpo dei genieri Werner Grimm. Il monumento fu inaugurato nel settembre 1944. Baumann non partecipò alla cerimonia a causa di una polemica con Werner Grimm che voleva attribuirsi il merito principale della costruzione dell'opera.
Nel 2005 è stato eretto un monumento commemorativo per il 200º anniversario della costruzione della "strada di Napoleone".